# Corleto Perticara
Corleto Perticara é uma comuna italiana da região da Basilicata, província de Potenza, com cerca de 3.025 habitantes. Estende-se por uma área de 88 km², tendo uma densidade populacional de 34 hab/km². Faz fronteira com Armento, Gorgoglione (MT), Guardia Perticara, Laurenzana, Montemurro, Pietrapertosa, Viggiano.

## Demografia
| Variação demográfica do município entre 1861 e 2011                               |
|                                                                                   |
| Fonte: Istituto Nazionale di Statistica (ISTAT) - Elaboração gráfica da Wikipedia |